# Australiens herrjuniorlandslag i ishockey
Australiens herrjuniorlandslag i ishockey (engelska: Australia men's national junior ice hockey team) representerar Australien i ishockey för herrjuniorer. Laget spelade sin första landskamp den 3 mars 1983 i Bukarest under juniorvärldsmästerskapets C-grupp, och förlorade då med 2-10 mot Rumänien.

### Fotnoter
1. ↑  ”Championnat du monde 1983 des moins de 20 ans”. Hockeyarvhives. 1982-1983. http://www.passionhockey.com/hockeyarchives/U-20_1983.htm. Läst 15 december 2013.